# 14129 DiBucci
14129 DiBucci eller 1998 QO95 är en asteroid i huvudbältet som upptäcktes den 19 augusti 1998 av LINEAR i Socorro County, New Mexico. Den är uppkallad efter Janet DiBucci.